# Sojuz 39
Sojuz 39  byla kosmická loď SSSR z roku 1981, která dopravila na sovětskou orbitální stanici Saljut 6 mezinárodní rusko/mongolskou posádku. Podle katalogu COSPAR dostala označení 1981-29A. Byl to 77. registrovaný let kosmické lodě s lidmi na palubě ze Země. Jejím volacím znakem byl PAMIR.

## Posádka
Dvoučlennou posádku, osmou mezinárodní v rámci programu Interkosmos tvořili tito kosmonauti:
- Vladimir Džanibekov z Uzbekistánu, 38 roků, velitel lodě, jeho druhý let
- Džugderdemidin Gurragčá z Mongolska, 33 roků, první, zároveň poslední let

## Průběh letu

### Start
Loď odstartovala 22. března 1981 odpoledne z kosmodromu Bajkonur s pomocí rakety Sojuz U. Start se vydařil, loď se dostala na orbitu 195 – 281 km, bez problémů fungoval i zapnutý systém automatického přibližování . K pevnému připojení na zadní spojovací uzel stanice došlo navečer 23. března 1981 a krátce před půlnocí SEČ oba kosmonauti přešli do Saljutu 6.
Zde se setkali se pátou základní posádkou stanice, kosmonauty Vladimírem Kovaljonokem a Viktorem Savinychem, kteří sem přiletěli týden před nimi v Sojuzu T-4.
V době jejich příletu měla za sebou stanice 3,5 roků existence na oběžné dráze Země. U jejího předního uzlu byla připojena loď Sojuz T-4.

### Práce na stanici
Mezinárodní návštěva na stanici strávila sedm pracovních dní a během nich provedla celá čtveřice 20 sovětsko-mongolských experimentů různého charakteru. Názvy některých z nich: Altaj, Gologramma, Vorostnik, Erdem.
Potom si posádka Sojuzu 39 do své lodi přenesla osobní věci i výsledky experimentů.

### Odlet domů
Oba kosmonauti nastoupili 30. března 1981 do své lodě, po několika hodinách se od stanice odpojili a zahájili sestupný manévr. Oddělená kabina s pomocí padákového systému přistála téhož dne asi 170 km od Džezkazganu na území Kazachstánu. 
Stanice Saljut 6 zůstala na oběžné dráze Země i se svou stálou posádkou.

## Konstrukce Sojuzu
Udaná startovací hmotnost byla 6800 kg vč.200 kg paliva pro manévrování a brzdění. Loď se obdobně jako ostatní lodě Sojuz skládala ze tří částí, kulovité orbitální sekce, návratové kabiny a sekce přístrojové. Měla namontováno spojovací zařízení a padákový systém.